# Bathybadistes hoplitis
Bathybadistes hoplitis är en kräftdjursart som beskrevs av Robert Raymond Hessler och David Everett Thistle 1975. Bathybadistes hoplitis ingår i släktet Bathybadistes och familjen Munnopsidae. Inga underarter finns listade i Catalogue of Life.